# 岩瀬城
岩瀬城（いわせじょう）は、茨城県桜川市岩瀬にあった日本の城。

## 概要

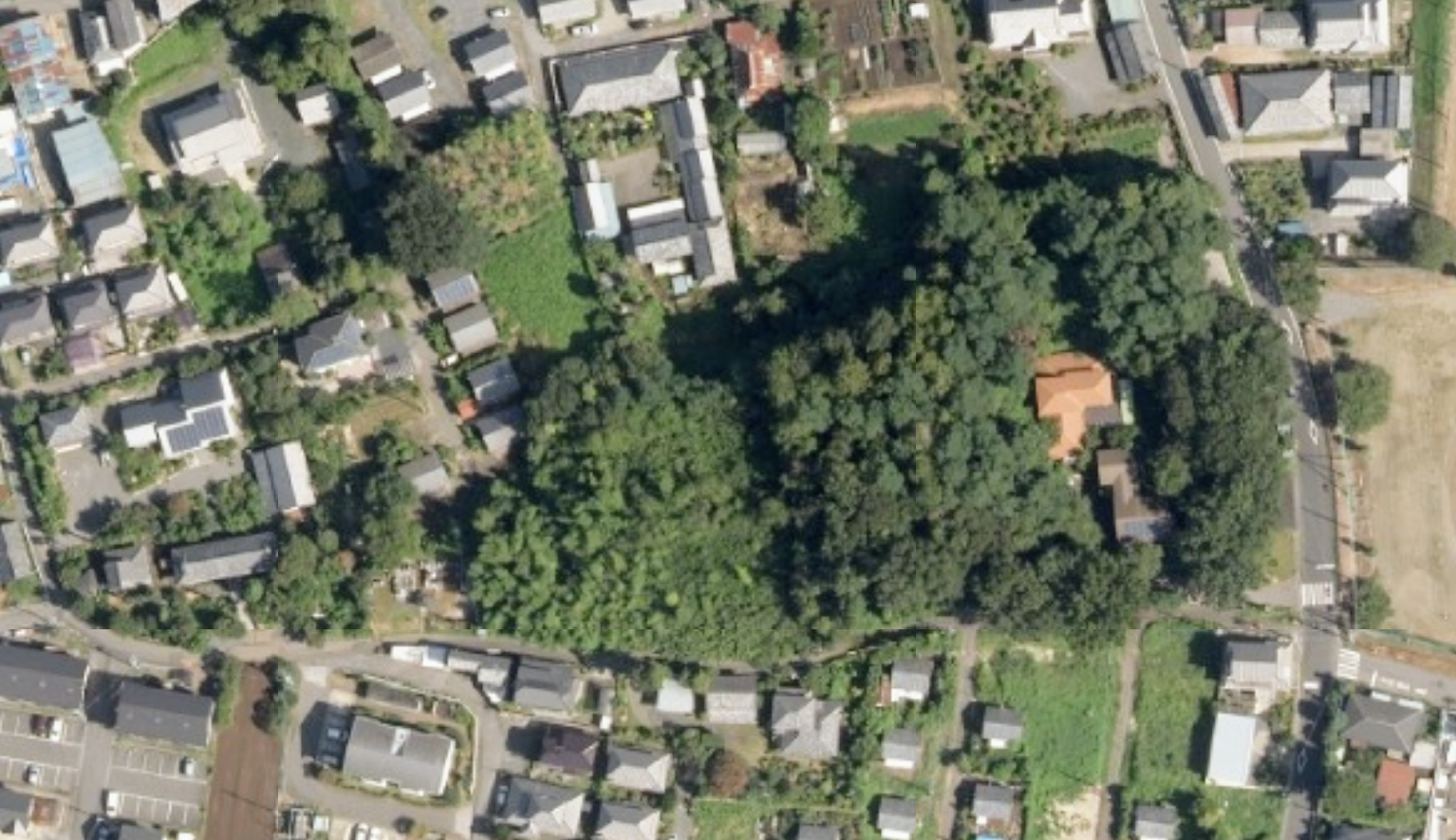
航空写真

桜川市の岩瀬地区元岩瀬に位置する。旧岩瀬町の岩瀬城であるが詳細は不明であり、戦国時代に笠間氏か益子氏の支城であったとされている。現在は主郭と二郭、三郭、空堀、土塁が残っており、二郭は社会福祉法人県西せいかん荘、三郭は墓地として利用されている。
同名の岩瀬城総合娯楽センターが存在するが位置が異なっており、名前以外の当跡との関係はない。